# Prozimetrum
Prozimetrum (lat. prosimetrum, mn. prosimetra) je pjesnička kompozicija koja koristi kombinaciju proze (prosa) i stiha (metrum); posebice kad je tekst sastavljen od naizmjeničnih segmenata proze i stiha. Široko je u primjeni u zapadnoj i istočnoj književnosti. Dok narativni prozimetrum može obuhvaćati, s jednog kraja, proznu priču s povremenim stihom, na drugoj krajnosti je stih s povremenim proznim objašnjenjem. U većini je prozimetrum kad su oba oblika podjednako zastupljena. Razlika je ponekad povučena između tekstova u kojima je stih prevladavajući oblik i oni u kojima prevladava proza; ondje se primjenjuju pojmovi prozimetrum i versiproza, respektivno.